# Kondakovia
Genre
Kondakovia est un genre de calmar géant de la famille des Onychoteuthidae.

## Liste des espèces
- Kondakovia longimana Filippova, 1972
- Kondakovia nigmatullini Laptikhovsky, Arkhipkin & Bolstad, 2009

## Référence
- Filippova, 1972 : New data on the squids (Cephalopoda: Oegopsida) from the Scotia Sea (Antarctic). Malacologia, vol. 11, n. 2, p. 391-406.